# Chikkallalli, Tirthahalli
Chikkallalli là một làng thuộc tehsil Tirthahalli, huyện Shimoga, bang Karnataka, Ấn Độ.